# Christian-Weise-Gymnasium

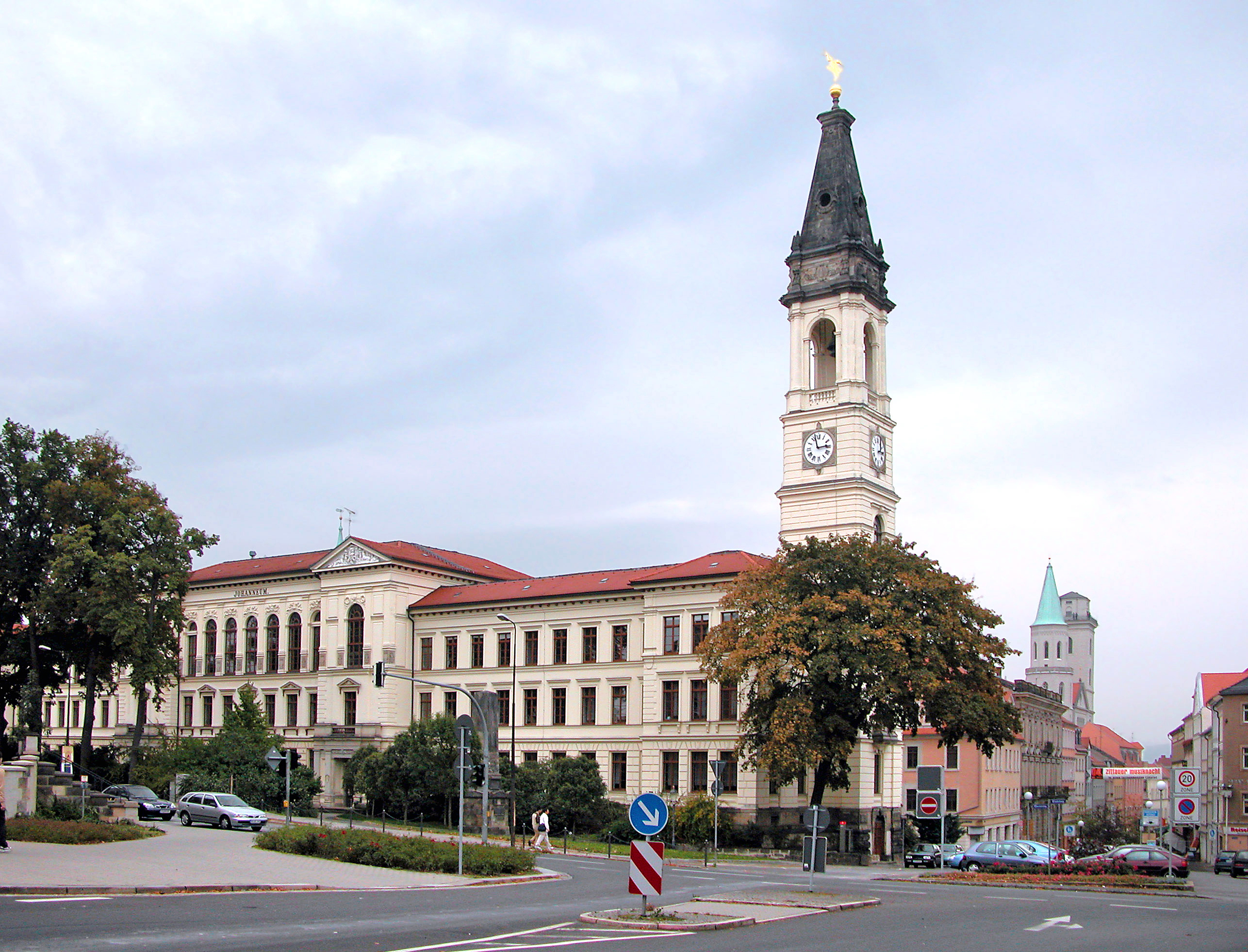
Das Gymnasium, gesehen von Norden mit Blick Richtung Innenstadt

Das Christian-Weise-Gymnasium ist ein allgemeinbildendes Gymnasium in Zittau im Freistaat Sachsen. Es wurde 1586 auf Anregung des Bürgermeisters Nikolaus von Dornspach als Gymnasium zu Zittau gegründet. Seinen heutigen Namen erhielt es 1993 zu Ehren des verdienstvollen Rektors Christian Weise.
Besondere Bedeutung erhielt das Gymnasium durch seine Vorreiterrolle bei dem wissenschaftlichen Schulversuch Computerunterstützter Mathematikunterricht, der mit der Einführung neuer Lehrpläne 2008 in Sachsen flächendeckend umgesetzt wurde. Von weiterer kulturhistorischer Bedeutung ist das Schulhaus Johanneum mit seinem Fresko Paulus predigt in Athen.

## Geschichte

### Gründung des Gymnasiums

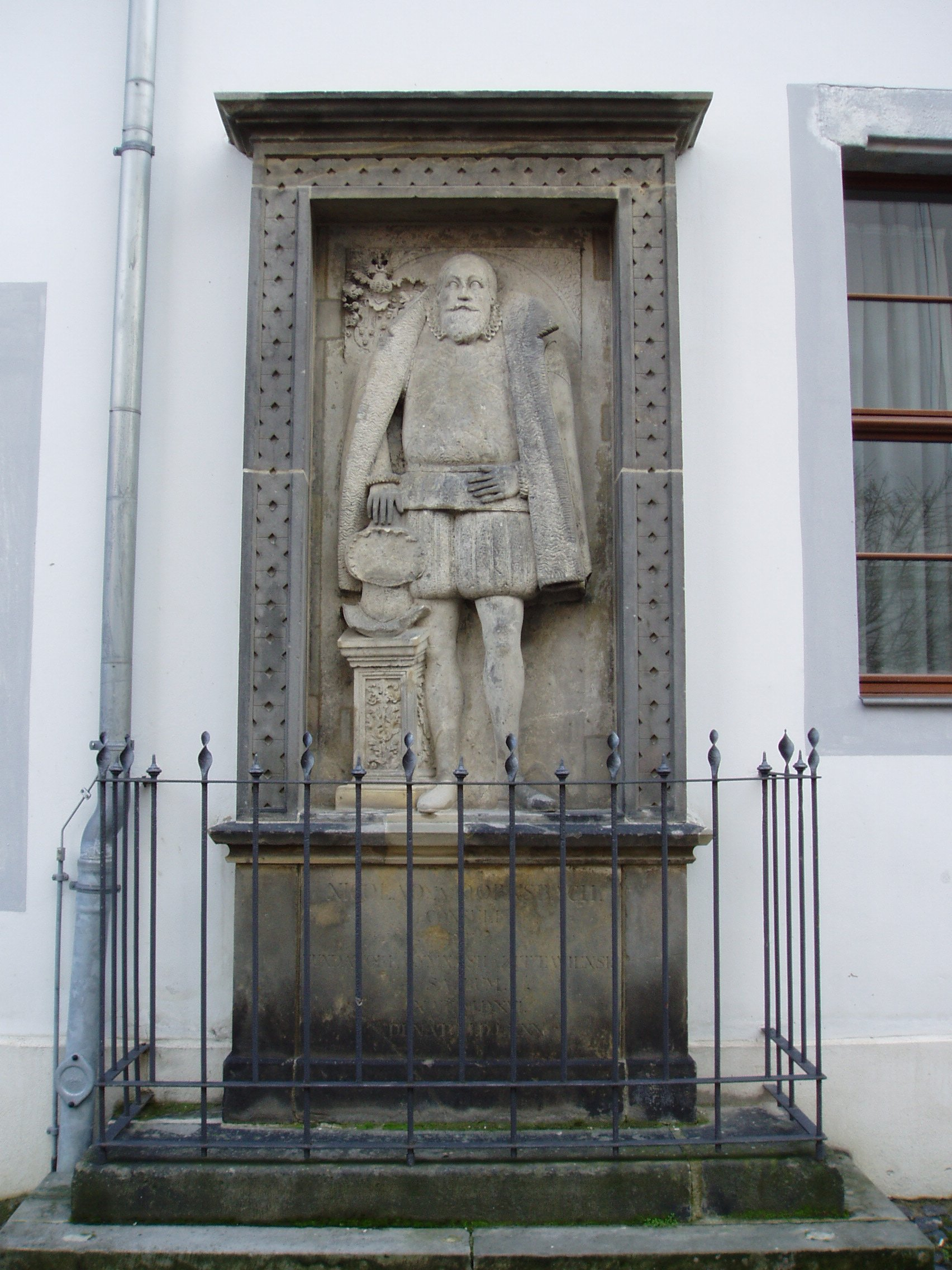
Grabmal des Nikolaus von Dornspach (1516–1580)

Die erste Erwähnung einer Schule in Zittau findet sich in einer Urkunde von 1310. Diese Lateinische Schule erhielt mit Andreas Mascus 1535 ihren ersten evangelischen Rektor. Durch ebendiesen wurde der aus Mähren stammende Nikolaus von Dornspach veranlasst auch nach Zittau zu kommen. Zu höheren Bildungszielen führte die Lateinschule aber nicht hin. Deshalb veranlasste der 1549 zum ersten Bürgermeister ernannte Dornspach, dass diese zu einem Gymnasium erhoben wurde. Der dafür nötige Umbau begann nach 1571. Die Eröffnung des Gymnasiums erfolgte 10. März 1586, ihr Begründer konnte dies aber nicht mehr erleben, da er bereits 1580 verstorben war.
In den ersten Jahren wurden sechs Klassen unterrichtet, denen man hauptsächlich Latein, Griechisch und Theologie vermittelte. Während die Anfänge der Schule von einigen Schwierigkeiten geprägt waren, blühte sie ab 1602 unter dem Rektor Melchior Gerlach auf. Er verfasste unter anderem eine Schulordnung, die etwa die Deutsche Sprache in den Unterricht einband. Unter den nachfolgenden Rektoren hatte das Gymnasium mit Unruhen, den Leiden des Dreißigjährigen Krieges und der Pest zu kämpfen. Dass die Schule unter diesen Bedingungen nicht aufgelöst wurde, ist besonders den Schulleitern Augustin Preil und Christian Keimann, sowie dem Zittauer Bürgermeister Johann Nesen zu verdanken. Vor allem Keimann war darauf bedacht den Unterricht praxisnaher zu gestalten und verfasste auch einige dementsprechende Schulbücher.

### Blütezeit im 17. Jahrhundert

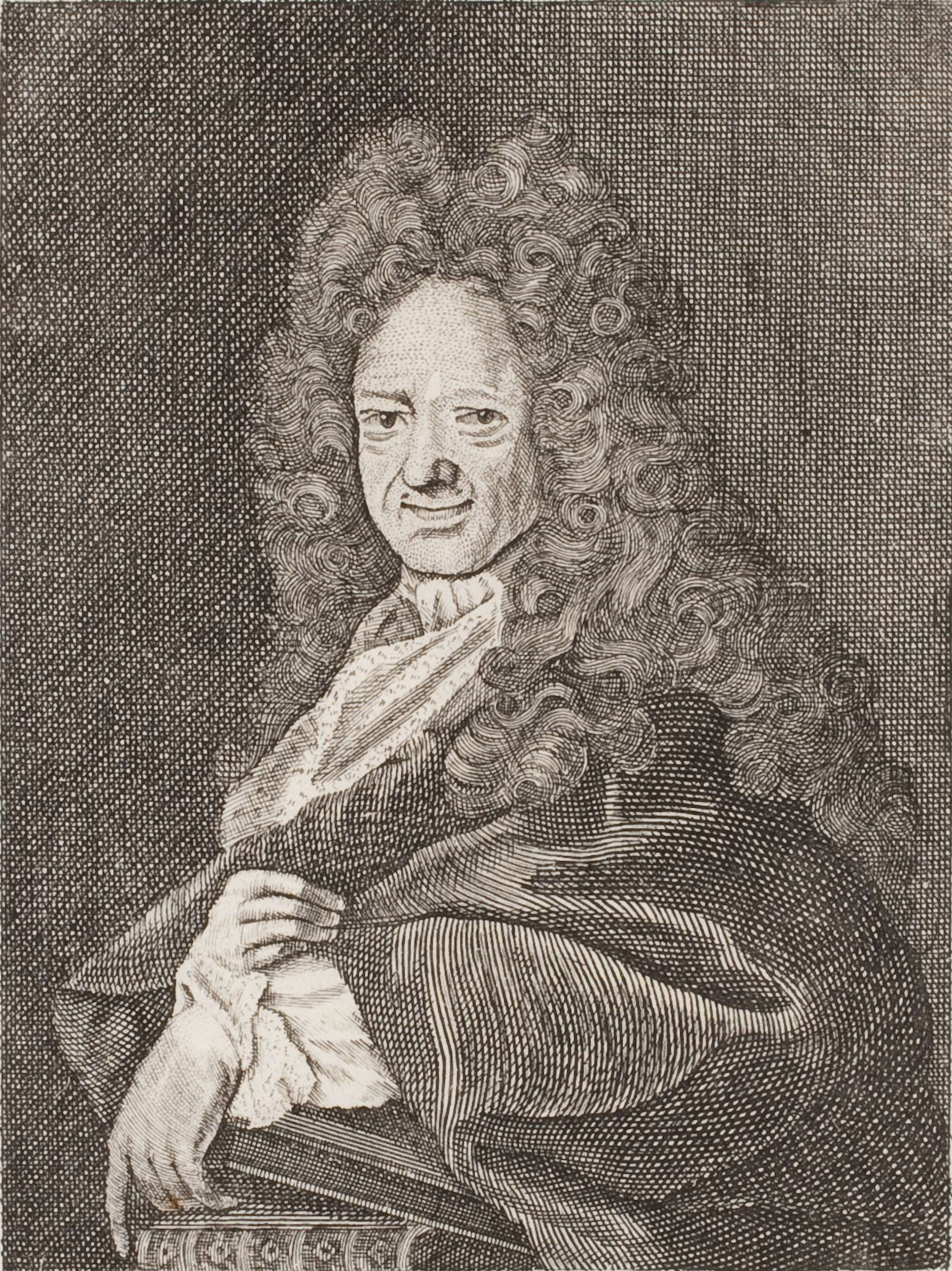
Christian Weise auf einem Porträt von 1716

Auch unter den Rektoren Christoph Vogel, Christian Weise und Gottfried Hoffmann entwickelte sich das Gymnasium prächtig. Unter Vogels Leitung wurde die Schule mit zahlreichen Stiftungen bedacht. Der bekannteste Rektor des Zittauer Gymnasiums war Weise, der ab 1678 die Leitung für dreißig Jahre innehatte. Während seiner Amtszeit führte er die Naturwissenschaften, Mathematik und das Studium der Geschichte in den Unterricht ein, zu denen er mehrere Lehrbücher schrieb. Auch die schulischen Theateraufführungen erreichten unter Weise, der selbst Schriftsteller war, einen Höhepunkt.
Während dieser Zeit bildeten die unteren Klassen eine Art Volksschule mit lateinischem Elementarunterricht, nur die oberen drei Klassen bildeten die wirklichen Gymnasialklassen. Viele der für Universitätsstudien bestimmten Schüler bekamen Privatunterricht und traten erst mit der Tertia in das Gymnasium ein. Bei den vornehmen Ständen konnte dies auch erst mit der Prima der Fall sein.
Unter Gottfried Hoffmann nahm die Schülerzahl noch weiter zu, so gab es etwa 1709 allein in der Prima 134 Schüler. Um auch den ärmeren Kindern eine gute Schulbildung zu ermöglichen, stiftete man auf Hoffmanns Anregung hin sogenannte Freistische, also Schulstipendien. Die nächsten Neuerungen kamen erst mit dem übernächsten Rektor, Gottfried Polykarp Müller. Dieser führte neben der Französischen Sprache auch den Geographie- und Zeichenunterricht ein.

### Regression und Siebenjähriger Krieg
Müllers Nachfolger Benjamin Gottlieb Gerlach machte die Neuerungen seiner Vorgänger weitestgehend rückgängig und kehrte zu einem reinen Latein- und Griechischunterricht zurück. Dieser Rückschritt machte sich auch durch fallende Schülerzahlen bemerkbar. Während des Siebenjährigen Krieges wurde beim Bombardement Zittaus ein Teil des Schulhauses zerstört. Auch die allgemeinen Bedingungen dieser Zeit und ein Stadtbrand schadeten dem Gymnasium.
Obwohl sich die wirtschaftliche Lage nach dem Krieg wieder verbesserte, verharrte das Zittauer Schulwesen unter den nachfolgenden Rektoren in dieser Regression. Neben Geldsorgen machten auch neue reaktionäre Lehrpläne den Schülern und Lehrern zu schaffen, führten diese doch eher zu Unsicherheiten bei der Unterrichtsdurchführung als zu deren Verbesserung.

### Erneuter Aufschwung und Vereinheitlichung des Schulwesens
Der Schulleiter August Friedrich Wilhelm Rudolph trennte die untersten Klassen des Gymnasiums ab und formte aus ihnen eine Bürgerschule. Weiterhin sorgte er für einen einheitlich geregelten Unterricht und reduzierte die nebenher laufenden Privatstunden zu Gunsten der öffentlichen Lehrveranstaltungen. Während der Amtszeit von Johann Friedrich Lindemann wurde der Gymnasialunterricht verstärkt vom Staat organisiert und einheitliche Grundlagen für alle Schüler in Sachsen geschaffen. 1827 wurden die ersten dem Abitur ähnlichen Prüfungen durchgeführt. Bis dahin wurde ein Abgangsexamen nur von denen gemacht, die ein Universitätsstipendium der Stadt haben wollte. Die Entscheidung darüber lag in den Händen des Rektors. 1829 wurden diese Prüfungen in staatliche Hand übergeben, eine landesweit einheitliche Lehrordnung folgte 1847.
1855 wurde dem Gymnasium Realschulklassen angefügt und so eine Doppelanstalt geschaffen. Ihr Leiter wurde Heinrich Julius Kämmel unter dessen Leitung sich diese Klassen zu einer vollständigen Realschule ausbildeten. Weiterhin wurde ein neunjähriger Unterricht im Gymnasium eingeführt, die mittleren Jahrgänge von Realschule und Gymnasium wurden dabei gemeinsam unterrichtet. Eine Abtrennung der Realschule erfolgte im Jahre 1882, sie wurde zusammen mit der höheren Handelsschule zu einem selbstständigen Realgymnasium vereinigt.
Mit dem Bau des Johanneums von 1869 bis 1871 erhielten Gymnasium und Realgymnasium ein neues Schulhaus. Beide Anstalten wurden gemeinschaftlich geleitet und teilen sich das Lehrerkollegium, waren sonst aber voneinander unabhängig. Am 10. März feierte man das dreihundertjährige Bestehen des Gymnasiums, zu diesem Anlass wurden der Schule zahlreiche Stiftungen zugetragen. 1855 ging die Trägerschaft des Gymnasiums an das Königreich Sachsen über.

### Entwicklung seit 1900
Nach der Jahrhundertwende wurde die Schule in ein humanistisches Gymnasium umgewandelt. Während des Zweiten Weltkrieges, aber spätestens nach dem Krieg kam der Unterricht zum Erliegen, wurde aber 1948 wieder aufgenommen. 1960 wurde das Gymnasium in eine Erweiterte Oberschule umgewandelt, die von 1986 bis 1993 den Namen EOS Ernst Schneller trug. Das Wandgemälde Paulus predigt in Athen in der Aula des Johanneums wurde in den Jahren 1967 bis 1987 aus politischen Gründen verhängt.
Nach der Wiedervereinigung entstanden 1992 zwei Gymnasien in Zittau, das Richard-von-Schlieben-Gymnasium und das Christian-Weise-Gymnasium, welches seinen Namen am 27. Mai 1993 erhielt. 1998 ging das benachbarte Gebäude der Pestalozzi-Grundschule vollständig in den Besitz des Gymnasiums über, nachdem in dieser schon vorher Schüler des Gymnasiums unterrichtet wurden. Aufgrund rückläufiger Schülerzahlen fusionierte das Richard-von-Schlieben-Gymnasium 2005 mit dem Christian-Weise-Gymnasium. Seitdem ist die Schule in Trägerschaft des Landkreises Görlitz. Heute bemüht sich die Schule besonders um Projekte mit den ausländischen Partnerschulen. Mit dem polnischen Adam-Mickiewicz-Gymnasium Lubań wird seit dem Schuljahr 2017/2018 ein intensiver Austausch zwischen Lehrern und Schülern angestrebt. Neben der Partnerschaft zu Niederschlesien führt das Zittauer Gymnasium jährlich einen Austausch mit der Ribe Katedralskole in Dänemark. Jugendliche der 11. Klasse besuchen dabei für eine Woche den dänischen Partner und die dänischen Schüler kommen ebenfalls auf einen Gegenbesuch. Angestrebt wird von Seiten des Christian-Weise-Gymnasiums ebenfalls ein Schüleraustausch mit der italienischen ITCS Pacini in Pistoia, die Partnerstadt Zittaus ist.

## Gebäude

### Altes Gymnasium

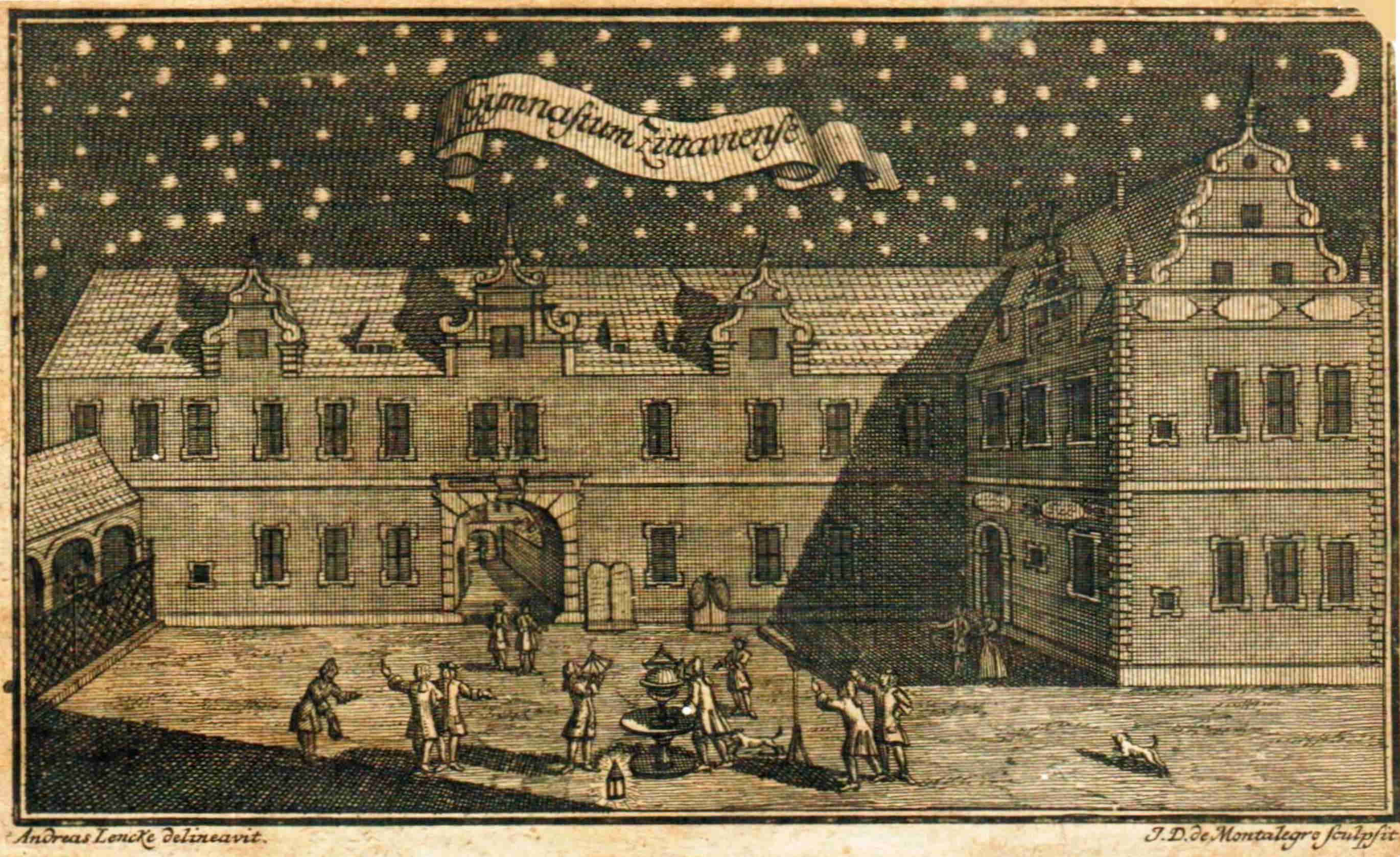
Das alte Zittauer Gymnasium nach dem Umbau von 1602, gestochen vom ersten Kunstlehrer Montalegre um 1729

Ursprünglich war das Zittauer Gymnasium in einem Renaissancebau am heutigen Johannisplatz untergebracht. Das als Altes Gymnasium bekannte Gebäude wurde ab 1571 nach dem Abriss der alten Lateinschule auf deren Platz errichtet. 1584 wurde die westlich gelegene Rektorenwohnung fertiggestellt; am 10. März 1586 wurden die Lehrräume feierlich eröffnet. Sein heutiges Aussehen erhielt der Bau 1602, als das Gymnasium und das Rektorenhaus durch einen Schwibbogen miteinander verbunden wurden.
Während des Siebenjährigen Krieges (1756–1763) wurde der Ostflügel des Gebäudes zerstört, später aber wieder aufgebaut. Das nach dem Stadtbrand von 1757 verschüttete Grabdenkmal Nikolaus von Dornspachs wurde 1812 geborgen und 1838 in die Südwand des Gymnasiums eingemauert. Im 19. und 20. Jahrhundert wurde das Gebäude als Bibliothek, Schule und Internat genutzt.
Seit 1996 befindet sich hier die Geschäftsstelle der Zittauer Wohnungsbaugesellschaft. Die Südwand ziert heute noch ein Zitat von Cicero:

“Nullum munus melius majusve rei publicae offere possumus, quam sie doceamus atque erudiamus juventutem, his praesertim moribus ac temporibus, quibus ita prolapsa est, ut omnium opibus refrenanda atque coercenda sit.”

„Wir können keine größere und bessere Aufgabe für den Staat erfüllen, als wenn wir die Jugend unterrichten, besonders in diesen Zeiten und unter diesen Umständen, durch welche sie so verdorben ist, dass sie mit allen Mitteln gezügelt und in Schranken gehalten werden muss.“

### Johanneum

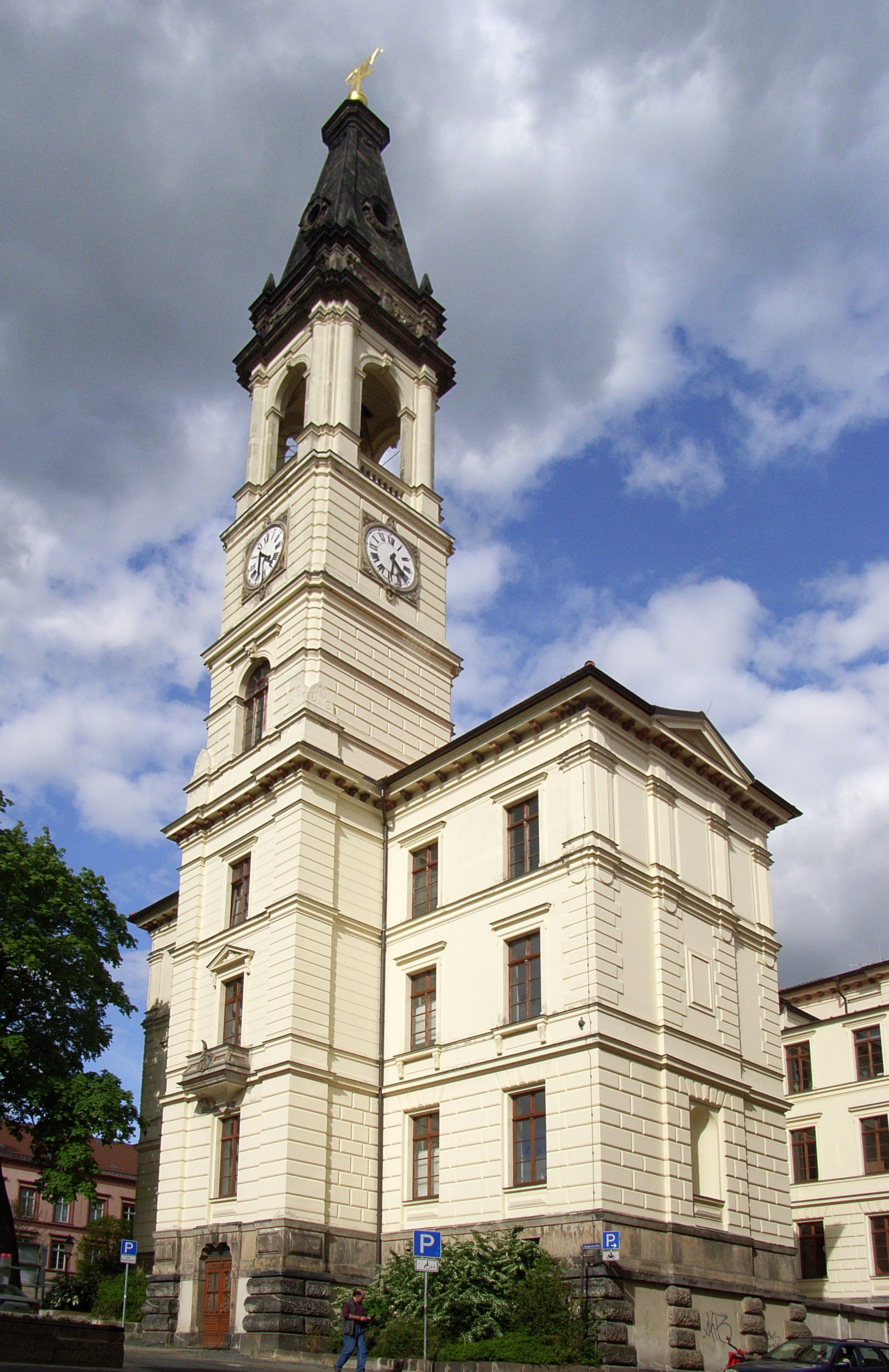
Der Glockenturm des Johanneums

Die Grundsteinlegung des spätklassizistischen Baus erfolgte im Jahre 1869, bei der auch König Johann von Sachsen anwesend war. Die feierliche Einweihung fand 14. Dezember 1871 statt, zu Ehren des Monarchen taufte man das Bauwerk Johanneum.
Das Gebäude verfügt über zwei Eingänge, diese wurden aufgrund der Trennung zwischen Realschule und Gymnasium eingerichtet. Die beiden Seitenflügel verfügen über jeweils drei Stockwerke, der Mittelteil erstreckt sich dagegen über vier. Hier befindet sich die Aula, die über zwei Geschosse geht und mit ihren acht großen Rundbogenfenstern die Front des Johanneums dominiert.
Auffallendstes Merkmal ist der 56 Meter hohe Turm auf der Westseite des Gebäudes. Er steht fast genau auf derselben Stelle wie der Turm des Bautzner Tores, das Material wurde aus dem Abriss des Tores gewonnen. Auch die Glocke des Johanneumsturms entstand durch den Umguss der alten Torglocke. Auf der Spitze des Turms befindet sich ein kupfergetriebener vergoldeter Barockengel mit Palmenzweig und Posaune, der das ehemalige Webertor schmückte. Ein ursprünglicher Entwurf sah einen zweiten Turm mit Sternwarte auf der Ostseite vor, dieser Plan wurde allerdings nie umgesetzt. Im Herbst 2015 wurde der Turm, insbesondere der Glockenstuhl sowie das Spitzdach, saniert. Dabei erfolge eine Generalüberholung der Turmuhr, so dass nun das Ziffernblatt bei Dunkelheit durch weiße LEDs erleuchtet wird. Außerdem wurde der Turm in einer neuen, denkmalgerechten Farbe gestrichen.

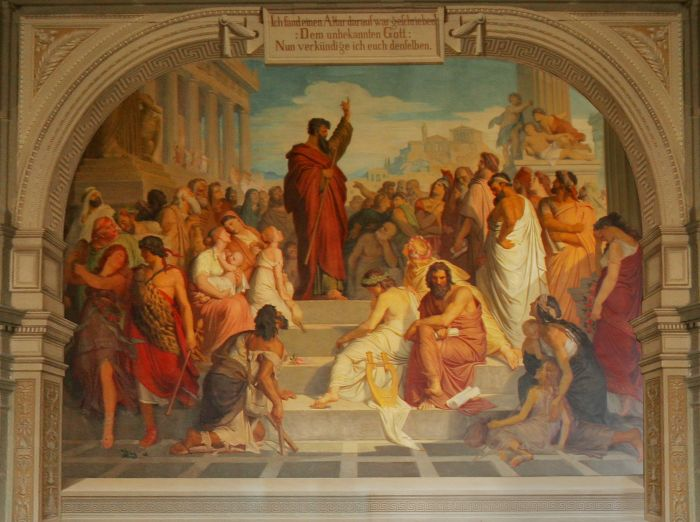
Paulus predigt in Athen – Fresko in der Aula des Johanneums

Die Aula wird im Inneren von ionischen und korinthischen Säulen getragen. An der Ostseite befindet sich eine Bühne, auf der Westseite ein Balkon, auf den heute die Bühnentechnik untergebracht ist. Beleuchtet wird der Raum durch mehrere prächtige Kronleuchter.
Zentrales Gestaltungselement der Aula ist das acht mal sechs Meter große Wandgemälde Paulus predigt in Athen, das zwischen 1872 und 1877 von sächsischen Künstler Anton Dietrich geschaffen wurde. Die dargestellte Szene basiert auf der Apostelgeschichte (Kapitel 17, Vers 22 und 23) und fügt sich mit seiner Symbolik in die christlich-humanistische Tradition des Gymnasiums ein. Dieses Bild der Neorenaissance gilt als bedeutendstes Werk der Historienmalerei der Dresdner Schule des 19. Jahrhunderts. Das Gemälde wird von einem griechisch-klassischen Bogen eingefasst und wird von vier allegorischen Figuren und drei Grisaillebildern umgeben. Auf ihnen sind die großen Denker ihrer Zeit dargestellt – Homer, Aristoteles, Martin Luther, Philipp Melanchthon, Johann Wolfgang von Goethe, Alexander von Humboldt.

1996 wurde die Fassade des Johanneums vollständig renoviert, von 2006 bis 2008 wurde das Gebäude innen komplett erneuert.

### Haus II

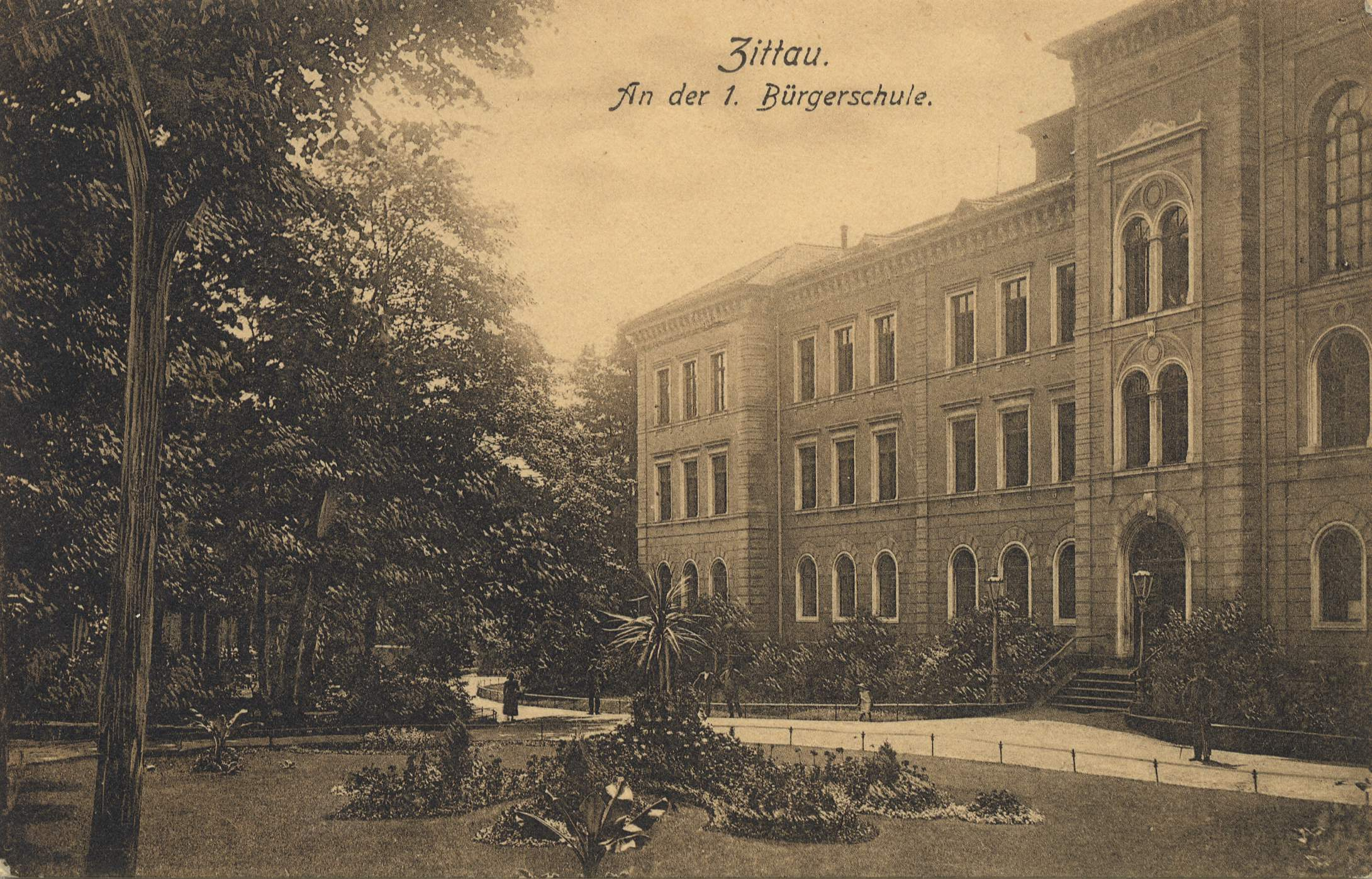
Die 1. Brügerschule in Zittau, später Pestalozzi Schule, heute Haus II des Gymnasiums, Postkarte von etwa 1907

Vom Ring aus betrachtet direkt links neben dem Johanneum befindet sich das Haus II am Theaterring 3. (Weiter Richtung Osten am Theaterring 1 befindet sich die Ehemalige Baugewerkeschule Zittau.) Eingeweiht und übergeben wurde das heutige Haus II am 18. Juni 1866 als 1. Bürgerschule; der Theaterring hieß damals noch Augustus-Allee. Zu DDR-Zeiten war das Gebäude dann die POS (Polytechnische Oberschule, 1. bis 10. Klasse) oder Pestalozzi Schule, während das Johanneum die EOS (Erweiterte Oberschule, 11. und 12. Klasse) war. 1998 ging das Gebäude der ehemaligen Pestalozzi-Grundschule vollständig in den Besitz des Gymnasiums über, nachdem in dieser schon vorher Schüler des Gymnasiums unterrichtet wurden.

### Turnhalle

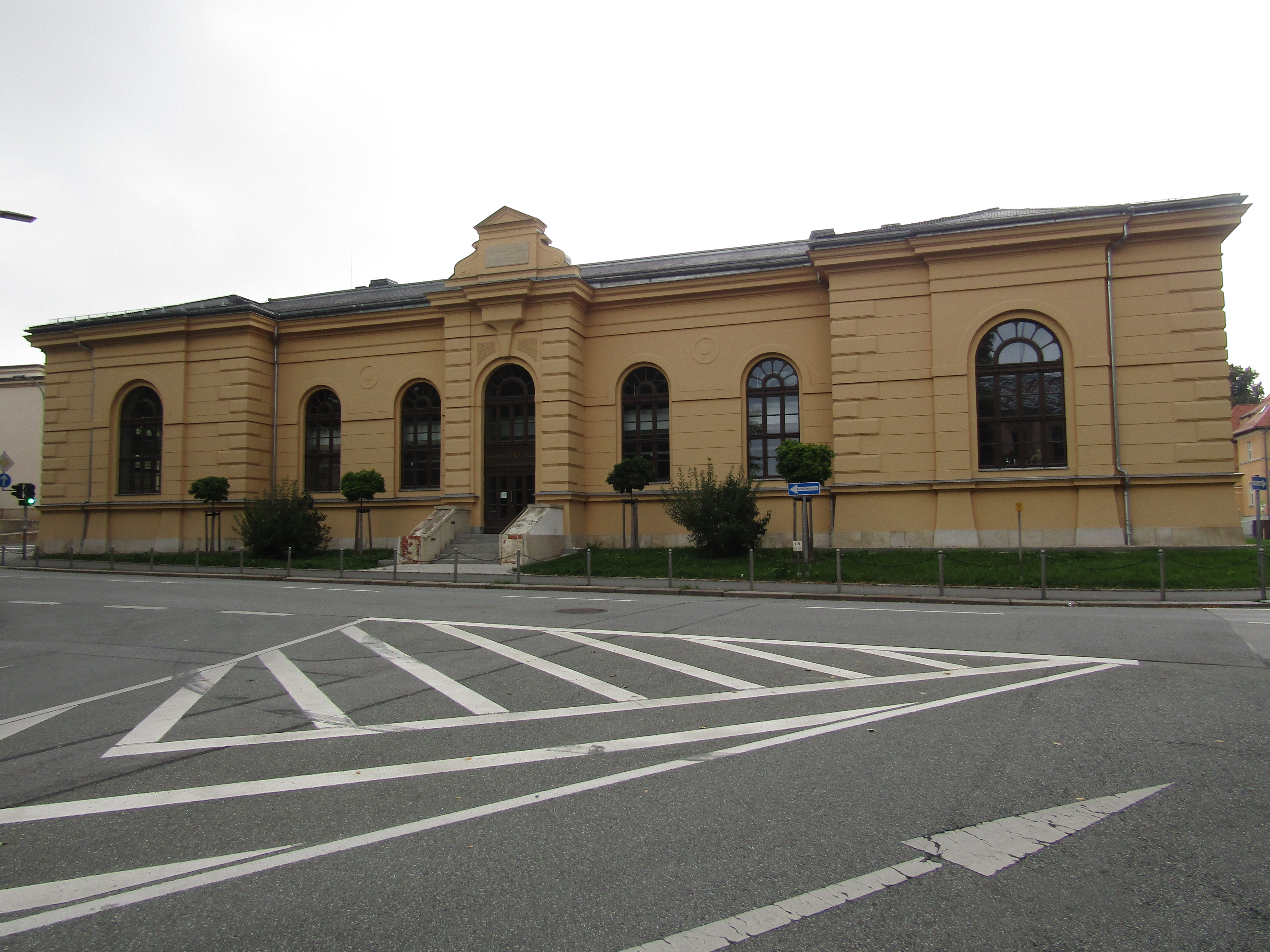
Hauptturnhalle Zittau am Theatering 10, Sept. 2022

Seit dem Frühjahr 2018 gehört dem Christian-Weise-Gymnasium erstmals eine eigene Sporthalle. Die Hauptturnhalle Zittau (erbaut 1872–1874) am Stadtring wurde durch den Schulträger für 8,1 Millionen Euro saniert und dient seit dem vordergründig dem Schulsport des Gymnasiums.

## Schulsammlung
Die Schulsammlung des Gymnasiums ging auf das Alte Gymnasium zurück. Vermutlich wurden die in den Donatorenbüchern verzeichneten Mineralien und Gesteine der ehemaligen Ratsbibliothek in den 1880er Jahren dem Gymnasium übergeben. Nach der Gründung des königlichen Realgymnasiums und dem Umzug des Gymnasiums in das neu erbaute Johanneum wurde die Sammlung von beiden Einrichtungen genutzt und in das Johanneum verlagert. Im Jahre 1900 wurden dem Gymnasium erhebliche Mittel zur Vervollständigung seiner Sammlung bewilligt, dabei wurde dem Realgymnasium wahrscheinlich die gemeinsame Sammlung übertragen. Ab 1917 wurde die Sammlung durch den Lehrer Curt Heinke betreut, der sie ab 1923 mit dem neu eröffneten Heimatmuseum verband und öffentlich präsentierte. Im Gegensatz zu den Museumsbeständen unterlag keinen regionalen Beschränkungen, ihre Exponate wurden für Unterrichtszwecke beschafft und genutzt. Die Ankäufe und Schenkungen wurden in den jährlichen Schulprogrammen veröffentlicht. Darunter befand sich die Schenkung aus dem Nachlass eines im Ersten Weltkrieg gefallenen ehemaligen Schülers mit ca. 1500 Mineralien, Gesteinen und Fossilien. Nachdem das Gymnasium 1920 in das neu erbaute Schulgebäude an der Bismarckallee umzog, wurde dort eine eigene Sammlung aufgebaut. Bis in die 1940er Jahre erhielt die Schulsammlung des Realgymnasiums erhebliche Zugänge.
Die Schulsammlung der Erweiterten Oberschule wurde 1965 aus „Platzgründen“ aufgelöst und wahrscheinlich entsorgt. Zur gleichen Zeit verschwand auch die ehemalige Gymnasialsammlung aus der Weinauschule.

## Unterrichtsschwerpunkte
Als Lernschwerpunkte werden am Christian-Weise-Gymnasium ab der achten Klasse drei unterschiedliche Profile angeboten: mathematisch-naturwissenschaftlich, gesellschaftswissenschaftlich und seit der Fusion mit den Schlieben-Gymnasium auch ein künstlerisches Profil. Für den Sprachunterricht werden Englisch, Französisch und Russisch angeboten. Aufgrund von fehlenden Lehrkräften wurde das traditionelle Latein 2008 durch Unterricht in der tschechischen Sprache abgelöst.
Als Besonderheit wurde 1997 der Computerunterstützte Mathematikunterricht als Schulversuch eingeführt. Bei diesem wurden ab der siebten Klasse Tabellenkalkulationsprogramme und Computeralgebrasysteme zur Lösung mathematischer Probleme eingesetzt. Dadurch wurde der Lernschwerpunkt auf die Modellierung von Problemstellungen und die Bewertung der Ergebnisse verlagert. Ziel des Versuchs war es, den Schülern eine Umgebung zu bieten, wie sie auch im Arbeitsleben anzutreffen ist. Im Mai 2003 wurden die ersten Abiturprüfungen mit Unterstützung des PC geschrieben. 2008 lief der Schulversuch aus, durch neue Lehrpläne wurde die Verwendung des Computers im Mathematikunterricht an allen sächsischen Schulen eingeführt.
Das Christian-Weise-Gymnasium bewarb sich im Jahr 2016 um den Titel „Klimaschule Sachsen“ und gewann. Im Schuljahr 2016/2017 und 2017/2018 liegt ein schulischer Themenschwerpunkt im Umwelt- und Klimaschutz. Im Projekt konnte unter anderem die Mülltrennung realisiert werden.

## Besondere Ausstattung

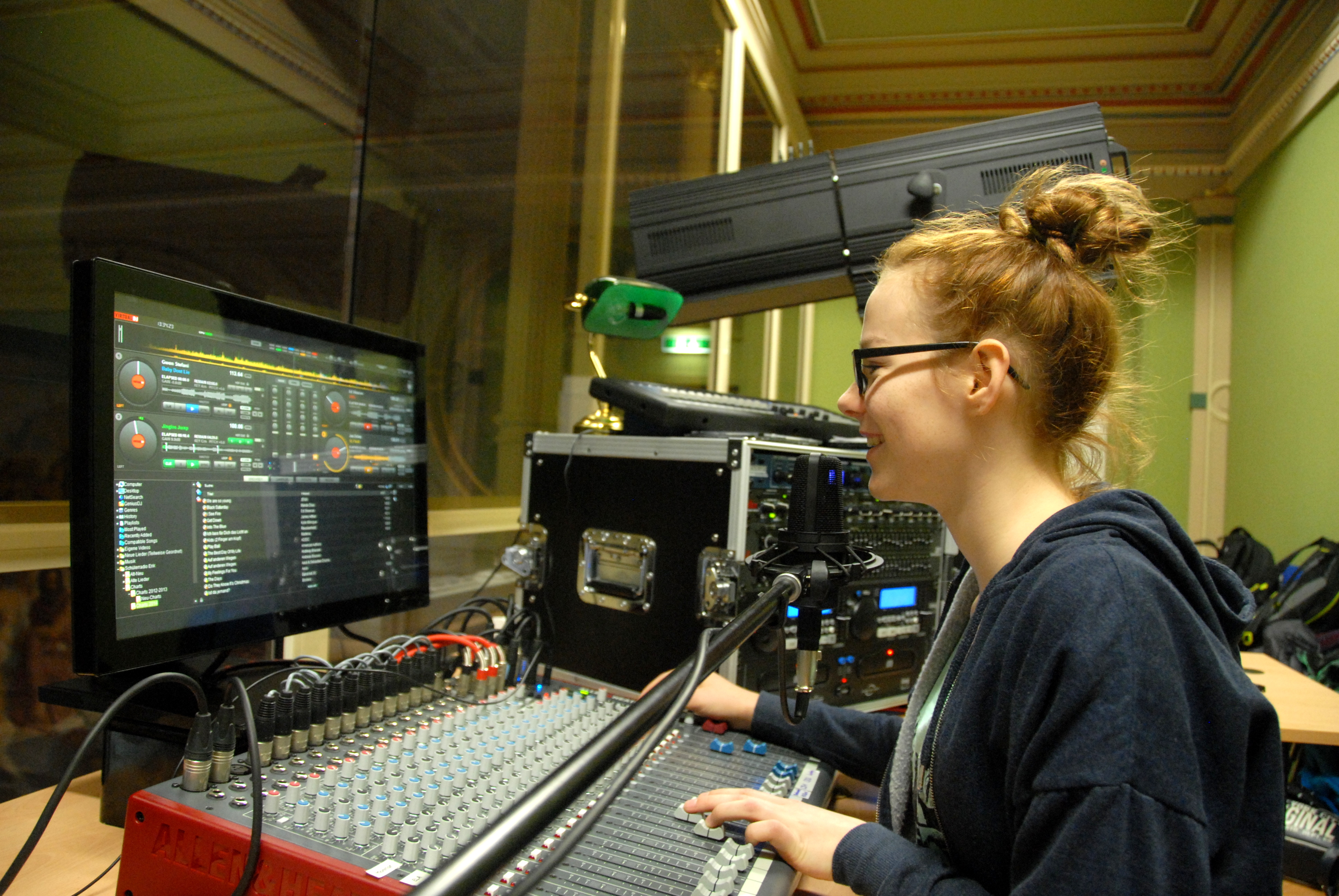
Moderatorin am Mikrofon und Mischpult im CWG Schülerradio über der historischen Aula

Für die Verpflegung der Schüler wurde eine Cafeteria eingerichtet, welche von den Schülern selbst unterhalten wird. Federführend hierbei war der aus Schülern bestehende Schulclub. Während des Umbaus des Johanneums wurden die Grundlagen für ein eigenes Radio geschaffen. 2009 ging das Schülerradio erstmals auf Sendung. In den Frühstücks- und Mittagspausen berichten Schüler über aktuelle Geschehnisse des Gymnasiums und seiner Umgebung. Außerdem wird, zum größten Teil von den Schülern bzw. Lehrern, gewünschte Musik in beiden Schulhäusern gespielt.

## Öffentlichkeitsarbeit
Der Freunde und Förderer des Christian Weise Gymnasium Zittau e. V. unterstützt die Schule immer wieder bei finanziellen Problemen, so hat der Verein etwa zu einer Spendenaktion zur Sanierung der Aula des Johanneums aufgerufen. Der Schülerrat des Christian-Weise-Gymnasiums fördert seit 2015 vermehrt Veranstaltungen für Schüler und die Öffentlichkeit, wie eine Talenteshow, das Ehemaligentreffen oder musikalische Aufführungen. Zudem hat er zur Koordination der Öffentlichkeitsarbeit einen Vorstandsposten eingerichtet, der sich unter anderem um die Sozialen Netzwerke der Schule sowie die Public Relations im Allgemeinen kümmert.
Es findet jährlich am Sonnabend nach der Ausgabe der Bildungsempfehlung an sächsischen Grundschulen ein Tag der offenen Tür statt.

## Ehemalige Rektoren
| Amtszeit | Amtszeit | Name                                          |
| von      | bis      | Name                                          |
| -------- | -------- | --------------------------------------------- |
| 1586     | 1587     | Caspar Janitius                               |
| 1587     | 1589     | Johann Winkler (Konrektor)                    |
| 1589     | 1594     | Leonhard Etzler                               |
| 1594     | 1599     | Martin Hammer                                 |
| 1600     | 1602     | Samuel Junius                                 |
| 1602     | 1616     | Melchior Gerlach                              |
| 1616     | 1634     | Augustin Preil                                |
| 1634     | 1662     | Christian Keimann (bis 1638: Konrektor)       |
| 1662     | 1678     | Christoph Vogel                               |
| 1678     | 1708     | Christian Weise                               |
| 1708     | 1712     | Gottfried Hoffmann                            |
| 1713     | 1723     | Johann Christoph Wentzel                      |
| 1723     | 1738     | Gottfried Polycarp Müller                     |
| 1738     | 1756     | Benjamin Gottlieb Gerlach                     |
| 1756     | 1760     | Samuel Friedrich Bucher (Konrektor)           |
| 1760     | 1782     | Adam Daniel Richter                           |
| 1783     | 1798     | Karl Heinrich Sintenis                        |
| 1798     | 1823     | August Friedrich Wilhelm Rudolph              |
| 1803     | 1825     | Johann Gottfried Kneschke (Konrektor)         |
| 1823     | 1853     | Johann Friedrich Lindemann                    |
| 1825     | 1840     | Ferdinand Heinrich Lachmann (Konrektor)       |
| 1840     | 1845     | Leopold Immanuel Rückert (Konrektor)          |
| 1854     | 1880     | Karl Friedrich Ferdinand Lachmann (Konrektor) |
| 1854     | 1881     | Heinrich Julius Kämmel                        |
| 1882     | 1884     | Karl Schnelle                                 |
| 1884     | 1895     | Emil Heinrich Otto Müller                     |
| 1895     | 1905     | Konrad Seeliger                               |

## Sonstiges

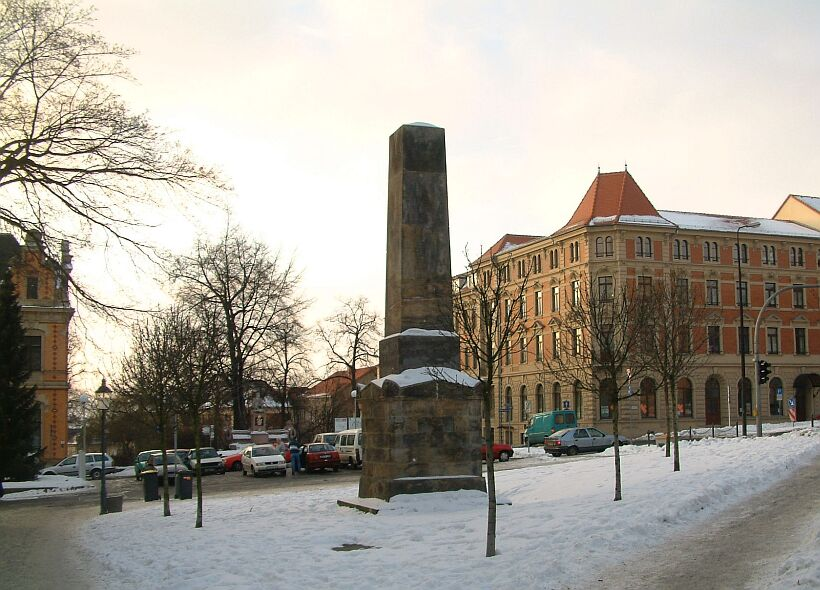
Konstitutionssäule vor dem Johanneum in Zittau

Mittig vor dem Johanneum befindet sich ein sehr gut erhaltener, versteinerter, etwa vier Tonnen schwerer Wurzelstock einer Sumpfzypresse aus dem Tertiär, der 1932 im Tontagebau Hartau ausgegraben wurde. Der Heimatgeologe und Zittauer Gymnasiallehrer Studienrat Curt Heinke veranlasste die Bergung und Umsetzung des Fossils an seinen jetzigen Standort. 2004 wurde der Stumpf grundlegend konserviert und 2005 mit einer gläsernen Einhausung versehen.
Vor dem Westflügel des Johanneums steht die einzige Konstitutionssäule von ganz Sachsen. Diese wurde am 3. September 1833 eingeweiht und erinnert an die am 4. September 1831 verkündete Verfassung des Königreichs Sachsen.